# Poriadie
Poriadie (in ungherese Erdősor) è un comune della Slovacchia facente parte del distretto di Myjava, nella regione di Trenčín.